# Leptura daliensis
Leptura daliensis là một loài bọ cánh cứng trong họ Cerambycidae.